# أغوستين بيدرو خوستو
أغوستين بيدرو خوستو (بالإسبانية: Agustín Pedro Justo) (و. 1876 – 1943 م) هو جندي، وعسكري محترف من الأرجنتين ولد في كونسبسيون ديل أوروغواي.
ويحمل رتبة عسكرية فريق أول .

## التعليم
تعلم في جامعة بوينس آيرس.

## روابط خارجية
- أغوستين بيدرو خوستو على موقع الموسوعة البريطانية (الإنجليزية)